# Else Hadrup
Else Hadrup gift Justesen (født 17. april 1948) er en tidligere dansk atlet. Hun var medlem af Viborg Atletikforening. 
Hadrup vandt bronze på 100 meter ved JEM 1966 i tiden 12,2 – i samme tid som vinderen Brigitte Geyer fra DDR og nummer to Ljiljana Petnjaric fra Jugoslavien. Hun vandt ti danske mesterskaber; fem doubler på 100 og 200 meter, den første som 15-årig 1963. 21. juli 1963 løb hun 100 meter på 11,7 og 200 meter på 24.2, hvilket stadig er danske ungdomsrekorder for 15-, 16- og 17-årige. Hun har også den danske U22-rekord på 200 meter på 23,7 fra 1967. Hun vandt de åbne svenske indendørsmesterskaber på 60 meter 1969 og 1970.
Hadrup er i dag sekretær på Viborg Amtsgymnasium og HF.

## Internationale mesterskaber
- 1970 EM-inde 60 meter inde nummer 7 7,6
- 1969 EM 100 meter 12.0
- 1969 EM 200 meter nummer 7 24.0
- 1965 NM 200 meter  Bronze 25,1
- 1963  NM  100 meter  Sølv 11,9
- 1963  NM  200 meter  Sølv 24,9
- 1963  NM  4x100 meter  Guld 47.4

Internationale ungdomsmesterskaber
- 1966  JEM  100 meter   Bronze  12,2
- 1966  JEM  200 meter  nummer 6  25,1

## Danske mesterskaber
- Guld 1969  100 meter  11,9
- Guld 1969  200 meter  24,7
- Guld 1968  100 meter  11,8
- Guld 1968  200 meter  24,5
- Guld 1966  100 meter  12,0
- Guld 1966  200 meter  25,1
- Guld 1965  100 meter  12,0
- Guld 1965  200 meter  25,1
- Sølv 1964  100 meter  12,0
- Sølv 1964  200 meter  25,9
- Guld 1963  100 meter  12,0
- Guld 1963  200 meter  24,8

## Personlige rekorder
- 60 meter-inde: 7,3 23. marts 1969 Wien
- 100 meter: 11,6 4. juli 1969 Zürich
- 200 meter: 23,7 5. juli 1969 Zürich

## Danske rekorder
- 4x200m inde  1:43.7  7. marts 1970